# カルチャーセンター
カルチャーセンターは、社会人に向けて、民間企業が文化・教養講座を提供する講座、およびそのための施設。カルチャースクール、文化教室（ぶんかきょうしつ）とも呼ばれる。
"カルチャーセンター"は1980年代以降に一般的な呼称として定着した。
なお英語のCultural centerには、各国の言語文化芸術に触れる機会を提供する日本でいう文化センターも含まれる。

## 概要
民間企業が経営する、社会教育の機会を提供する教養講座、およびそれを提供するための施設である。
特に新聞社や放送局などマスメディアが提供する施設の数が多く、規模も大きい。代表的なものは、産経新聞社の協力で開講した日本初のカルチャーセンター「産経学園」（1955年（昭和30年）3月12日開講）をはじめ、毎日新聞社系列の「毎日文化センター」（旧毎日文化教室、1958年（昭和33年）3月開講）、朝日新聞社系列の「朝日カルチャーセンター」（1973年（昭和48年）11月開講）、NHKの関連企業である「NHK文化センター」（1979年（昭和54年）4月開講）、読売新聞グループの「読売文化センターユニオン」（1981年（昭和56年）4月開講）などがある。こうした大規模に運営されているものは、講師も大学教授や評判の高い専門家などが多く、生徒数も多い。他にもマスメディア以外の企業（小売業や鉄道会社のグループ企業・団体など）や生活協同組合によるもの、カルチャーセンターを専門に運営する企業によるものなどもある。
講座内容は主に次のようなものが挙げられる。
- 文化史、文学、歴史などの教養
- 英語、フランス語、ドイツ語、中国語などの外国語
- 絵画、版画、彫刻、陶芸、書道などの美術制作
- 茶道、華道
- 刺繍、フェルトアートなどの手芸（ハンドクラフト）。裁縫（服作り）。
- ウクレレ、ギター、三味線、琴、大正琴、ヴァイオリン、サックス、オカリナ、和太鼓などの楽器演奏
- 社交ダンス、ジャズダンス、バレエ、ヒップホップ、ブレイクダンスなどのダンス類
- ヨーガ、ピラティス、ストレッチ体操、健康体操など、健康的な運動
- 合気道、空手など武道
- メイクアップ、スキンケア、ヘアアレンジ、ネイルアートなど、美容関連
- スマートフォン、タブレット、パソコンの初歩。またプログラミングなど。ITの初歩から中級。
- 電子工作、ロボット制作

大学や専門学校と違い、就業年限にとらわれず好きなものを短期で学べることが特徴。また世間で話題になっている内容もいち早くコースのテーマに取り入れられるなど、時代のニーズに対応して、カリキュラムを編成することが出来る。
1979年に芥川賞を受賞した重兼芳子は、「カルチャーセンターの小説講座出身の主婦小説家」として報道され、当時の社会にカルチャーセンターブームを起こした。
なお、大学が主体となって、社会人向けに教養講座を開催している場合は、カルチャーセンターとは呼ばす、オープンカレッジと呼んで区別する。